# Shotwell
Shotwell — менеджер фотографій, призначений для управління особистими фотографіями в робочому середовищі GNOME. Shotwell дозволяє імпортувати фотографії з диска або камери, організувати їх по-різному, переглядати у вікні або повноекранному режимі, і експортувати їх, щоб поділитися з іншими.
Базові можливості Shotwell:
- Інструменти для імпорту і конвертації нових фотографій;
- Можливості каталогізації і навігації за наявною колекцією, підтримка групування за часом і тегами;
- Можливості зведення в фотоальбом фотографій з різних камер з корекцією часу знімання для кожної камери;
- Підтримка виконання типових операцій з обробки зображень (обертання, усунення ефекту червоних очей, коректування експозиції, оптимізація кольоровості тощо);
- Засоби для публікації в соціальних мережах, таких як Facebook, Flickr і Picasa.